# Lynchningen av Edward Coy
Lynchningen av Edward Coy ägde rum den 20 februari 1892 i Texarkana, Arkansas. Enligt tidningen The New York Times våldtog Coy en vit kvinna vid namn Julia Jewell. Efter våldtäkten bildades en mobb för att finna Coy, som snart blev funnen och gripen. Mobben beslutade att lyncha Coy, en 32 år gammal mulatt, och ett tusen människor samlades i staden för att se lynchningen. Innan han dödades insisterade Coy på att han och Jewell var älskare och att han inte hade våldtagit henne, men mobben lyssnade inte utan skrek, ”Bränn honom! Bränn honom!” Coy blev bunden vid en påle och begjuten med olja. Jewell tände elden och mobben åsåg hur Coy brändes levande.
Under åren omedelbart före och efter det Amerikanska inbördeskriget utfördes lynchningar i det fördolda, men under 1890-talet började lynchningar bli publika skådespel. Lynchningen av Edward Coy var en av de första sådana händelserna. 